# Baby Let It Be
Baby Let It Be is een nummer van de Duitse danceact Masterboy uit 1996. Het is de tweede single van hun vijfde studioalbum Colours.
Het nummer was de opvolger van de hit Land of Dreaming (Alarmschijf). "Baby Let It Be" flopte in Masterboys thuisland Duitsland en deed ook in het Nederlandse taalgebied niets in de hitlijsten. 

## Tracklijst
- Cd-single

1. "Baby Let It Be" (136 BPM) - 4:06
2. "Baby Let It Be" (Original Maxi) - 5:12